# 卓特蘭
卓特蘭（英語：Madison Chock，直译：「麥迪遜·卓」，1992年7月2日—），美國花式溜冰運動員，他的舞伴是埃文·貝茨。她代表美國隊參加了中國舉行的2022年冬季奧林匹克運動會，並且在團體比賽上獲得金牌。

## 私生活
麥迪遜·拉凱亞·特蘭·霍爾·卓（英語：Madison La'akea Te-Lan Hall Chock）生於加州雷東多海灘。她父親是夏威夷華裔，母親祖先來自歐洲。她的夏威夷名字「拉凱亞」（英語：La'akea）意思是「來自天堂的聖光」，中文名字則是「特蘭」（英語：Te-Lan，特殊的蘭花）。